# Ténétou

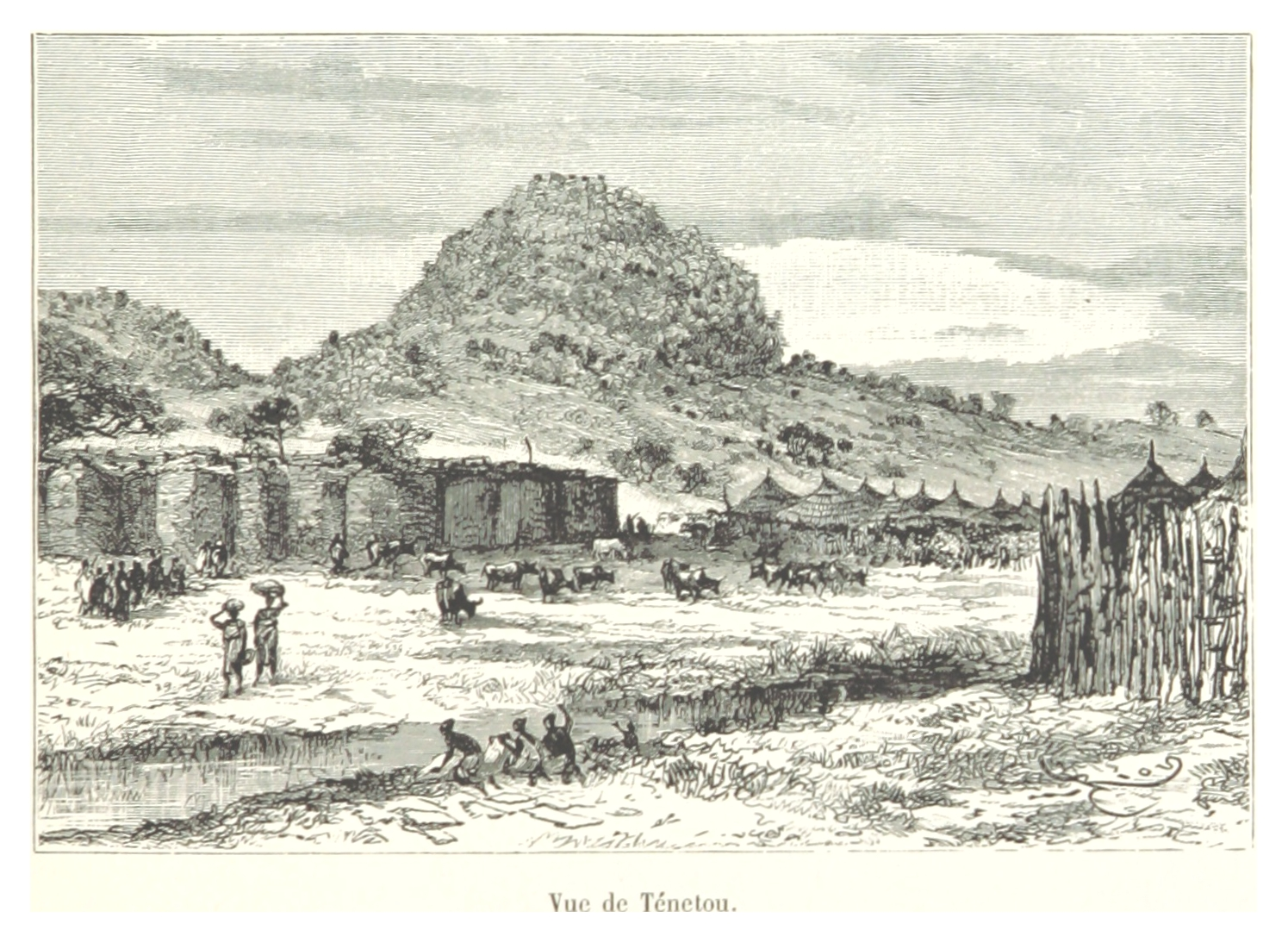
Ténétou el 1892

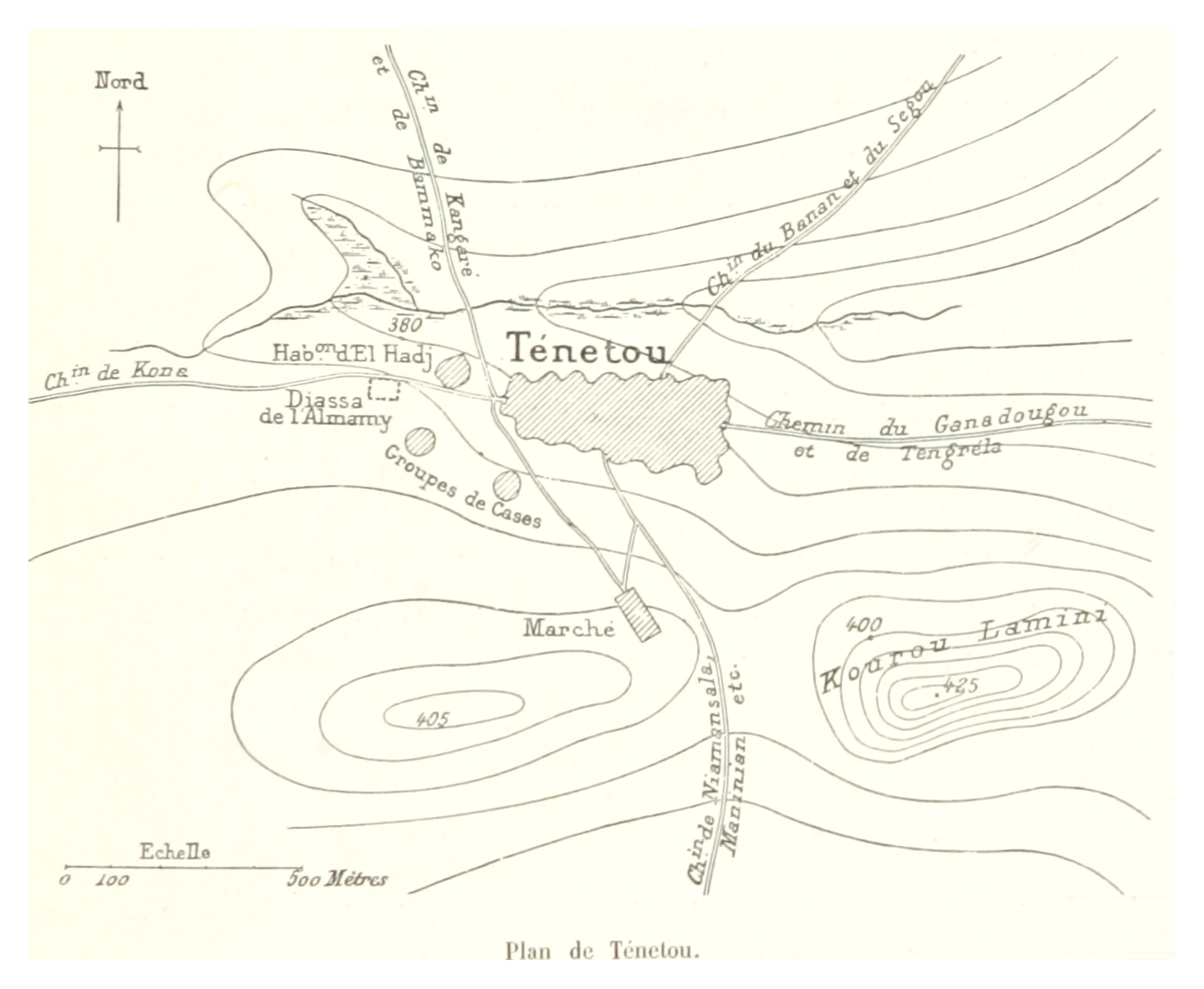
Plànol de Ténétou

Ténétou (també N'Tentou) és una població i capital de la comuna o municipi de Kouroulamini, al cercle de Bougouni a la regió de Sikasso a Mali.
A finals de novembre de 1893 Samori Turé es va presentar davant els murs de Ténétou i de Bougouni, que va assetjar; les dues poblacions es van defensar amb coratge i van rebutjar els seus atacs demanant el suport francès. Bonnier va sortir de Kayes (17 de novembre) i es va dirigir a Bamako. Allí va reunir diverses guarnicions locals per baixar cap al sud a la vall del riu Milo per defensar, si fos necessari, les posicions de Kérouané i Kissidougou; després, responent a la petició d'ajut del faama (rei) Babemba de Sikasso o Kénédougou, va formar una columna de socors. El pla de Bonnier era avançar directament cap a Ténétou i rebutjar a Samori cap al sud mentre el comandant Ricard amb una segona columna tallaria la retirada als sofes i netejaria el país a l'est del Milo de bandes enemigues. El 30 de novembre Bonnier va creuar el riu Níger i va marxar cap a Ténétou a set etapes al sud-est. Ténétou i Bougouni, desesperades, ja s'havien rendit i l'almamy que va concentrar totes les poblacions a Faragaré i Koloni més a l'est de Bougouni, per evacuar-les més lluny; llavors Bonnier va decidir acudir a Faragaré, va sorprendre pel camí als sofes als que va derrotar (5 de desembre) i va entrar a la població abans que fos cremada. Va deixar allí el gruix del destacament i va organitzar una columna volant per perseguir als sofes. Va arribar fins a Koloni on va caure d'imprevist sobre els enemics sense donar-los temps d'organitzar-se, i els va dispersar; els spahis van perseguir als fugitius i en va atrapar molts, entre ells Amara Diafi, conseller molt proper de Samori; però aquest va aconseguir fugir. Només 1 tinent i dos soldats van resultar ferits per part francesa, mentre els sofes van perdre més de 200 homes així com els seus ostatges i botí.